# Kurt Eimann
Kurt Erich Walter Eimann (Görlitz, 28 luglio 1899 – Wolfsburg, 7 agosto 1980) è stato un militare tedesco, SS-Obersturmbannfuhrer condannato per "omicidio collettivo" come criminale di guerra nel 1968.

## Biografia
Si unì all'NSDAP (numero 1.418.880), alle SA e poi entrò a far parte delle SS (numero 57.319) nel 1932. Il 20 aprile 1934 ricevette la promozione a SS-Sturmfuhrer e fu assegnato per la prima volta al 70° SS-Standarte a Liegnitz; il 15 settembre 1935 fu nominato Obersturmfuhrer; ricevette la sua successiva promozione il 20 aprile 1936 nelle Allgemeine-SS, quando fu nominato SS-Hauptsturmfuhrer. Fu impiegato come Obersturmbannführer dall'11 settembre 1938 nello staff della Sezione XXVI delle SS. Il 1º gennaio 1939, assunse la guida del 36° SS-Standarte a Danzica e ne fu il comandante fino al maggio 1945.
Il 3 luglio 1939, il suo superiore, SS-Brigadefuhrer Johannes Schäfer, fondò un'unità speciale del servizio di sicurezza delle SS chiamata "SS-Wachsturmbann Eimann". Questa unità fu ufficialmente considerata la riserva armata delle SS di Danzica e fu anche nota come "riserva di polizia delle SS rinforzata per compiti speciali". Lo staff di questa nuova unità comprendeva anche l'SS-Sturmbannführer Max Pauly, poi comandante nei campi di Stutthof e di Neuengamme.
L'unità "SS-Wachsturmbann Eimann" dovette sostenere le forze di polizia esistenti nell'Operazione Tannenberg con lo scopo di liquidare la Città Libera di Danzica dagli "elementi polacchi".

### Seconda guerra mondiale
Immediatamente dopo l'inizio dell'invasione della Polonia, fu allestito il campo di prigionia a Stutthof. Fu sorvegliato dalla "SS-Wachsturmbann Eimann", che dal novembre 1939 riferì al SS- und Polizeiführer Richard Hildebrandt. Mentre i preparativi per gli omicidi tramite eutanasia erano ancora in corso nel Reich tedesco, i membri della "SS-Wachsturmbann Eimann" uccisero circa 2.000 pazienti nell'ospedale psichiatrico polacco di Kocborowo tra settembre e dicembre 1939. Altri 1.400 pazienti tedeschi portatori di handicap furono trasportati dalle case di cura della Pomerania a Neustadt, nella Prussia occidentale, e poi fucilati in una zona boscosa nei pressi di Piasnitz. In seguito fu ucciso anche un intero gruppo di lavoro polacco, tutti prigionieri del campo di Stutthof, incaricati di seppellire i morti. Kurt Eimann prese parte attiva nell'omicidio sparando personalmente alla prima vittima, allo scopo - come ha poi affermato - "di essere un modello per i suoi uomini".
Le persone disabili furono fucilate anche nelle case di cura polacche presenti nei neonati Reichsgau Wartheland e Reichsgau Danzig-Westpreußen. Oltre all'unità di Eimann, in questi omicidi furono coinvolti anche i membri del Volksdeutsche Selbstschutz e delle unità Einsatzkommando.
Dal 1940 Kurt Eimann fu schierato sul fronte occidentale con la divisione SS-Totenkopfverbände delle Waffen-SS. Il 20 novembre 1941 Eimann fu distaccato presso il quartier generale delle SS a Lublino. Il 30 gennaio 1943 ricevette la promozione a SS-Obersturmbannführer nell'unità Allgemeine-SS. Nelle Waffen-SS, invece, Kurt Eimann fu assegnato al II SS-Panzerkorps nel periodo 1943-1944 come SS-Sturmbannführer.
Per le azioni compiute in Pomerania, fu insignito della Croce di Ferro di II classe.

### Periodo del dopoguerra
Nel 1967 iniziò il processo contro Eimann, davanti alla Corte d'assise di Hannover. Si era stabilito a Misburg vicino ad Hannover dove lavorava come commerciante. Le indagini furono dirette anche contro il suo ex diretto superiore George Ebrecht, che fu classificato come incapace di sostenere un processo. Il 20 dicembre 1968, Kurt Eimann fu condannato a quattro anni di carcere per l'omicidio collettivo di almeno 1.200 persone, fu rilasciato dal carcere due anni dopo. Non si sa altro sulla vita di Eimann nel dopoguerra.